# Andalucía Caja Granada/Saison 2011
Dieser Artikel listet Erfolge und Mannschaft des Radsportteams Andalucía Caja Granada in der Saison 2011 auf.

Das Team-Trikot der Saison 2011

## Erfolge in der UCI America Tour
In der Saison 2011 gelangen dem Team nachstehende Erfolge in der UCI America Tour.
| Datum    | Rennen                      | Kat. | Fahrer        |
| -------- | --------------------------- | ---- | ------------- |
| 12. März | 5a. Etappe Rutas de América | 2.2  | Jesús Rosendo |

## Erfolge in der UCI Europe Tour
In der Saison 2011 gelangen dem Team nachstehende Erfolge in der UCI Europe Tour.
| Datum     | Rennen            | Kat. | Fahrer               |
| --------- | ----------------- | ---- | -------------------- |
| 31. Juli  | Circuito de Getxo | 1.1  | Juan José Lobato     |
| 8. August | Volta a Portugal  | 2.HC | José Vicente Toribio |

## Zugänge – Abgänge
| Zugänge              | Team 2010                | Abgänge                 | Team 2011                  |
| -------------------- | ------------------------ | ----------------------- | -------------------------- |
| José Alberto Benítez | Footon-Servetto          | Ángel Vicioso           | Androni Giocattoli-C.I.P.I |
| David Bernabéu       | Barbot-Siper             | Javier Moreno           | Caja Rural                 |
| Adrián Palomares     | Contentpolis-AMPO (2009) | Manuel Vázquez          | Dopingsperre               |
| José Luis Caño       | Neoprofi                 | Manuel Calvente         | Karriereende               |
| Juan José Lobato     | Neoprofi                 | José Ángel Gómez        | Karriereende               |
| Eloy Ruíz            | Neoprofi                 | Jorge Martín Montenegro | Unbekannt                  |

## Mannschaft
| Name                 | Nationalität      | Geburtstag   |              |
| -------------------- | ----------------- | ------------ | ------------ |
| José Alberto Benítez | 14. November 1981 | Spanien      |              |
| David Bernabéu       | 9. Januar 1975    | Spanien      |              |
| Antonio Cabello      | 5. Januar 1990    | Spanien      |              |
| José Luis Caño       | 28. April 1988    | Spanien      |              |
| Sergio Carrasco      | 17. Februar 1985  | Spanien      |              |
| Juan Javier Estrada  | 8. August 1981    | Spanien      |              |
| Pablo Lechuga        | 16. August 1990   | Spanien      |              |
| Juan José Lobato     | 29. Dezember 1988 | Spanien      |              |
| Manuel Ortega        | 7. Juli 1981      | Spanien      |              |
| Adrián Palomares     | 18. Februar 1976  | Spanien      |              |
| Antonio Piedra       | 10. Oktober 1985  | Spanien      |              |
| Javier Ramírez       | 14. März 1978     | Spanien      |              |
| José Luis Roldán     | 13. November 1985 | Spanien      |              |
| Jesús Rosendo        | 16. März 1982     | Spanien      |              |
| Eloy Ruiz            | 7. Januar 1989    | Spanien      |              |
| José Vicente Toribio | 22. Dezember 1985 | Spanien      |              |
| Stagiaires           | Stagiaires        | Nationalität | Nationalität |
| Javier Chacón        | Javier Chacón     | Spanien      |              |
| Román Osuna          | Román Osuna       | Spanien      |              |
| José Vega            | José Vega         | Spanien      |              |

## Platzierungen in UCI-Ranglisten
UCI America Tour 2011
|      | Fahrer           | Punkte |
| ---- | ---------------- | ------ |
| 134. | Antonio Piedra   | 19     |
| 276. | Jesús Rosendo    | 8      |
| 319. | Adrián Palomares | 6      |
| 385. | José Luis Caño   | 2      |

UCI Asia Tour 2011
|      | Fahrer           | Punkte |
| ---- | ---------------- | ------ |
| 141. | Pablo Lechuga    | 18     |
| 187. | Javier Ramírez   | 12     |
| 214. | Adrián Palomares | 10     |
| 252. | José Luis Caño   | 7      |
| 270. | Manuel Ortega    | 6      |

UCI Europe Tour 2011
|       | Fahrer               | Punkte |
| ----- | -------------------- | ------ |
| 121.  | Juan José Lobato     | 112    |
| 640.  | José Vicente Toribio | 19     |
| 820.  | Adrián Palomares     | 10     |
| 963.  | Antonio Piedra       | 7      |
| 1064. | Jesús Rosendo        | 5      |
| 1121. | Javier Ramírez       | 4      |
| 1139. | Pablo Lechuga        | 3      |
| 1212. | José Luis Caño       | 2      |